# 尤魯阿區
尤魯阿區（西班牙語：Distrito de Yurúa），是秘魯的一個區，位於該國東部烏卡亞利大區的阿塔拉亞省，始建於1943年7月2日，面積9,175.58平方公里，海拔高度320米，2005年人口1,255，人口密度每平方公里0.14人。